# Systropha iranica
Systropha iranica là một loài Hymenoptera trong họ Halictidae. Loài này được Popov mô tả khoa học năm 1967.